# Barraca de la Foradada 2
La Barraca de la Foradada 2 és una barraca de vinya de Calafell (Baix Penedès) protegida com a Bé Cultural d'Interès Local.

## Descripció
Es tracta d'una edificació d'ús agrícola, força gran, de planta quadrangular amb un sol espai interior i una porta d'entrada, de forma rectangular, amb llinda formada per una llosa plana, situada al costat esquerre del mur sud. A la banda sud de la barraca hi ha un marge, també de pedra seca, que actua de mur de contenció, l'alineació del qual va ser reculada davant la porta per tal de no dificultar-ne l'accés i, també, per resguardar-la. S'han desprès els elements de maçoneria de la part superior del cantó d'aquesta part del marge. La coberta és una volta cònica - o falsa cúpula- feta amb la superposició de filades de lloses planes, formant anells, el radi dels quals va decreixent progressivament.
Els murs i la volta són fets de peces irregulars de pedra unides en sec amb l'ajut de falques, també de pedra, de dimensions més petites. Els murs tenen un rebliment de pedruscall